# Chorvereinigung „Jung-Wien“
Jung-Wien ist ein österreichischer gemischter Chor.
Der Chor beschäftigt sich hauptsächlich mit Werken der Klassik bis zur Musik des 20. Jahrhunderts. Einen Schwerpunkt des Chorprogrammes bilden Werke der Familie Strauß, von Franz Lehár, Carl Michael Ziehrer, Emmerich Kálmán und Robert Stolz. 2008 wurde das Requiem von Gabriel Fauré und das Stabat Mater von Franz Schubert gesungen. Beim Musikfestival in Steyr trat der Chor 2006 in der Oper La traviata und 2007 im Musical Les Miserables auf, Chormitglieder sind Gäste bei Auftritten anderer Chöre.
Der Chor gibt jedes Jahr öffentliche Konzerte in Wien und den österreichischen Bundesländern. Er begleitet seit 1950 die Christmette im Wiener Stephansdom. Der Chor wirkt an Festveranstaltungen im Bundeskanzleramt und im Wiener Rathaus mit.
An den Wiener Festwochen nahm der Chor mit mehreren Konzerten und Begleitprogrammen teil. In historischen Kostümen trugen Mitglieder von Jung-Wien zum Ambiente des alljährlich zu Silvester in der Wiener Hofburg stattfindenden Kaiserballs bei.
Der Gründer Leo Lehner leitete den Chor 32 Jahre lang bis 1978 und trat mehr als 2500-mal mit ihm öffentlich auf. Danach wurde der Chor geleitet von Franz Gerstacker (1981–1986), Gerhard Track (1986–1996), Manfred Schiebel (1997–2009), Kerem Sezen (2009), Karl-Johannes Vsedni (2010–2012), Alfred Jirovec (2013–2016), Felix Hornbachner (2016–2017). Als stellvertretende Chorleiter wirkten Wolfgang Ortner (1983–1994), Daniel Linton-France (2003–2004), Marcin Kozieł (seit 2005), Manfred Schiebel (2009–2010). Ab Frühjahr 2017 wurde der Chor von Paul-Boris Kertsman geleitet, der sich die Leitung seit 2018 mit Fabio Felsberger teilt.
Der Chor besteht aus ungefähr 70 Mitgliedern, die in ihrer Freizeit tätig sind und keine Honorare erhalten. Der Chor ist unter dem Namen „Chorvereinigung ‚Jung-Wien‘ “ seit 15. Juni 1946 als gemeinnütziger (nicht auf Gewinn orientierter) Verein nach österreichischem Recht organisiert (Bindestrich im Namen seit der Gründung, nicht durch die neue Rechtschreibung). Im Zentralen Vereinsregister Österreichs ist er unter der Nummer 455654174 eingetragen. Seine Marke wird durch eine Kombination aus dem Stephansdom und den ersten Takten des Donauwalzers gebildet.

## Gründung und Entwicklung
Der Chor wurde im November 1945 als „Chor der Bundes-Lehrer- und Lehrerinnenbildungsanstalten“ gegründet. Der erste Auftritt unter dem Namen „Jung-Wien“ fand am 29. Oktober 1946 im Wiener Konzerthaus statt. Eines der erfolgreichen Konzertprogramme dieses Chores bestand aus Volksliedern verschiedener Sprachen und trug den Titel „Stimmen der Völker in Liedern“. Es half mit, das Verhältnis zu den Repräsentanten der Besatzungsmächte zu verbessern. Das Jubiläumskonzert zum 60-jährigen Bestand des Chores am 29. Oktober 2006 im Mozartsaal des Wiener Konzerthauses griff dieses Thema unter dem Titel „Stimmen der Völker in Liedern – Europa verbinden“ wieder auf.
Unter seinem Gründer vertrat der Chor die Republik Österreich beim Internationalen Jugendsingen 1948 in Bern. Dort errang der Chor den ersten Platz. Konzertreisen mit den Wiener Symphonikern und dem Tonkünstler-Orchester Niederösterreich nach Südfrankreich und Monaco folgten. Aufsehen über den Bereich der Musik hinaus erregte eine Konzertreise in die Sowjetunion (Moskau, Minsk, Vilnius und Leningrad) vom 10. bis 28. Oktober 1964. Diese Reise war über mehrere Jahre vorbereitet worden und fand am Beginn der Entspannungsphase nach dem Höhepunkt des Kalten Krieges, der Kubakrise statt. Kurz nach dem Eintreffen des Chores in der Sowjetunion war Parteichef Chruschtschow am 14. Oktober 1964 abgesetzt worden, die weitere Entwicklung schien unsicher. Die Konzerte des Chores blieben jedoch davon unberührt und wurden zu großen Erfolgen.
Der Chor hat über 60 Auslandstourneen unternommen. Konzertreisen führen regelmäßig nach Deutschland und die anderen Nachbarstaaten Österreichs. Weitere Reisen gingen beispielsweise 2006 nach Riga, Alūksne und Balvi in Lettland, 2003 nach Athen, 2002 nach Thailand (mit einem Auftritt bei einer Feier aus Anlass des 75. Geburtstages des Königs Bhumibol Adulyadej), Malaysia, Singapur, 1998 und 2001 nach Minsk, 1994 nach Schottland, 1993 und 1988 in die USA, 1992 in die Niederlande, 1984 und 1986 in die DDR, 1976 nach Israel, 1975 und 1980 nach Rumänien (Banat, Siebenbürgen) und 1962 nach Oslo.
Ehrenmitglieder waren der Präsident des österreichischen Nationalrates Leopold Kunschak, Bundeskanzler Leopold Figl und der Wiener Bürgermeister und spätere österreichische Bundespräsident Theodor Körner.

## Diskografie

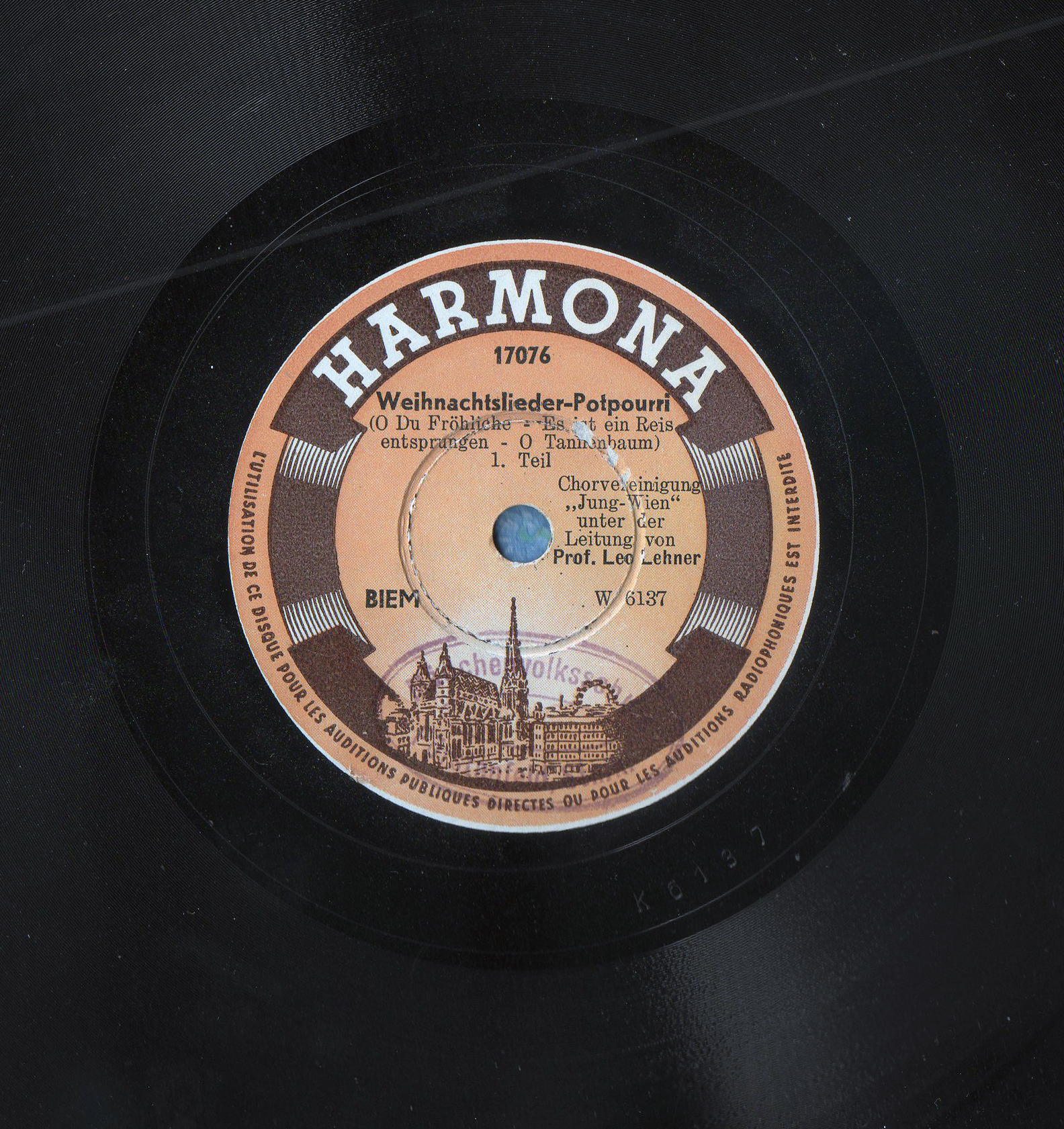
Schallplattenetikett Weihnachtslieder

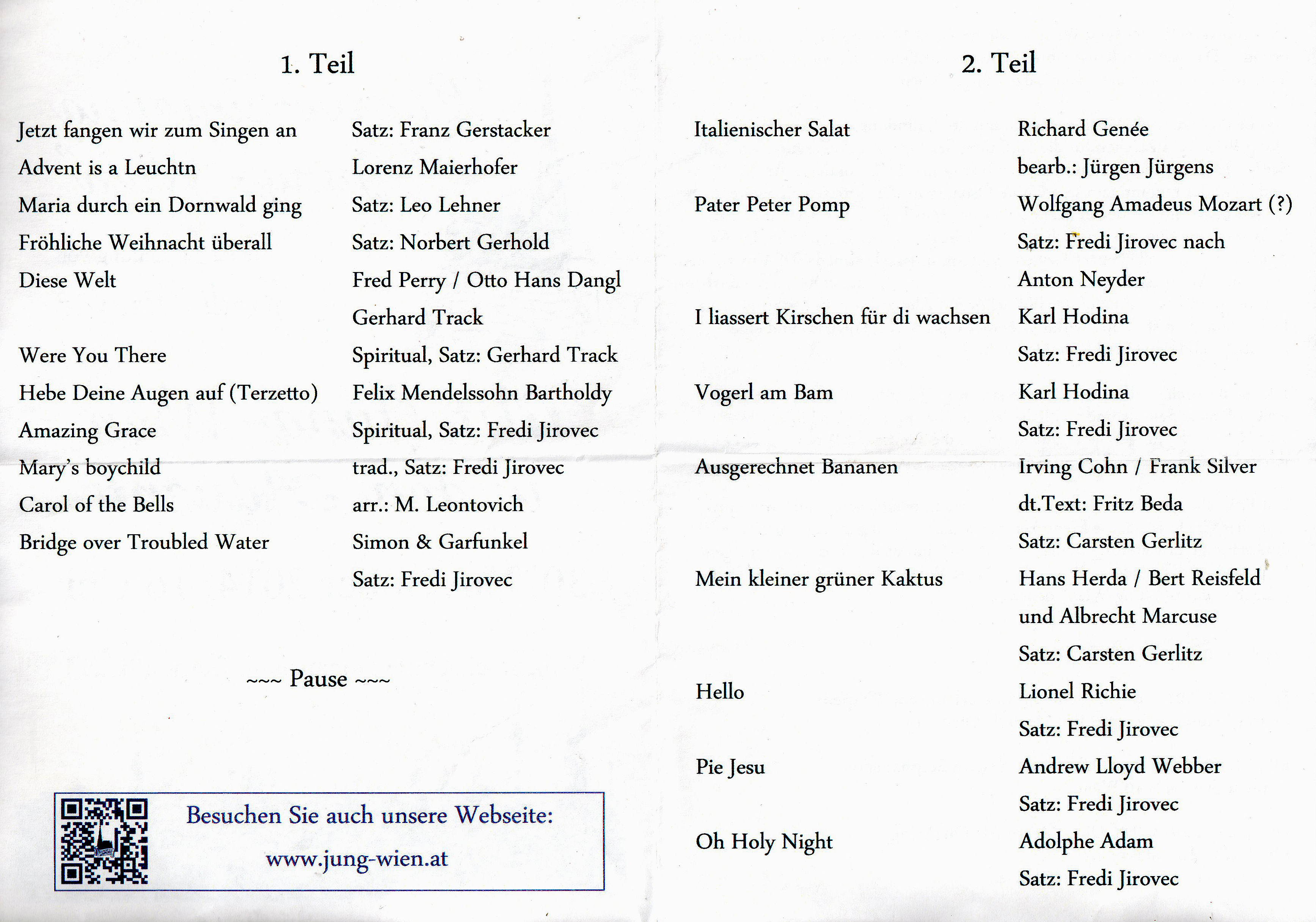
Programm eines Chorkonzertes am 30. November 2014

- Liebe kleine Schwalbe. Von Erich Börschel, Just Scheu, Ernst Nebhut. Slowfox. Ein himmelblauer Tag im Frühling Von Fritz Rotter, Heino Gaze. Slowfox. Rudi Hofstetter und der Chor Jung-Wien, Leitung: Leo Lehner. Bruno Uher und sein Orchester. Austroton 58486/W 7735 + W 7736. Special-Serie, Schellack-Platte.
- Weihnachtslieder-Potpourri. Schallplatte. Harmonia Nr. 17076.
- Jung-Wien singt Johann Strauß: Im Krapfenwald´l, Vergnügungszug, Wiener Bonbons. LP.
- Festkonzert 25 Jahre Chorvereinigung „Jung-Wien“. Langspielplatte-LP Columbia E 042‑33077. Wien 1971.
- Klingendes Österreich. 4-stimmige Chöre a cappella und mit Orchester. Langspielplatte. Wien 1977.
- Ich hab' dich lieb, mein Wien. LP mit Chorliedern. Philips 431806.
- Voices from Vienna. LP Audio Collector Audiosphere Inc., Livington, New Jersey, USA (Nur in Amerika erhältlich).
- Schallplatten mit Chorliedern, u. a: Ernst Robert: Ave Maria der Heimatvertriebenen. (Chorbearbeitung Leo Lehner): VL 4003, 4004 und 4005: Supercord, Schallplattenproduktion P. Peter Strack, Wien.
- Österreichische Bundeshymne, Weihegruß. Single-Schallplatte. Polyhymnia, Wien.
- Ernst Track und seine Interpreten. Polyhymnia LP 2100 oder Musikkassette.
- Gänseblümchen und Schmetterling. Ich hab dich lieb, mein Wien.
- Melodien aus Wien. Volkslieder.
- Weihnachtslieder aus aller Welt.
- Alle Wasser der Erde. Schön ist mein Wien. Werke von Herbert Seiter, Gerhard und Ernst Track. Rubato Musikverlag Wien.
- Die Schöpfung. Oratorium von Joseph Haydn. Livemitschnitt. Doppel-CD.
- Musikalisches Kochbuch. 27 Rezepte (deutsch und englisch) mit Doppel-CD.
- Historische Aufnahmen der Chorvereinigung „Jung-Wien“ von „Gänseblümchen und Schmetterling“, „Ich hab Dich lieb mein Wien“ und der österreichischen Bundeshymne. CD.
- Springtime in Vienna. CD mit Chorliedern. Legend Entertainment. Wien 1994.
- Messa di Gloria. Von Giacomo Puccini. Livemitschnitt auf CD.
- Ich hab' dich lieb, mein Wien.  CD mit Chorliedern.
- Grüße aus Wien. CD mit Chorliedern.